# Людвиг VIII (герцог Баварии)
Людвиг VIII (нем. Ludwig VIII, 1 сентября 1403, Париж — 13 апреля 1445, Ингольштадт, Баварский округ) — последний герцог Баварско-Ингольштадтский (1438—1445).

## Биография
Людвиг VIII был сыном баварско-ингольштадтского герцога Людвига VII и Анны де Бурбон. В 1416 году получил титул графа фон Грайсбах, в 1420-х годах замещал отца, когда тот отсутствовал в герцогстве, участвовал в Баварской войне.
В конце 1430-х отношения между отцом и сыном резко ухудшились, так как отец начал выказывать явное предпочтение своему незаконному сыну — Виланду фон Фрайбергу. В 1438 Людвиг VIII восстал против отца и объединился не только с баварско-мюнхенским герцогом Альбрехтом III, но даже с баварско-ландсхутским герцогом Генрихом XVI, который пытался убить Людвига VII во время Констанцского собора. В 1443 году ему удалось пленить отца в Нойбурге-на-Дунае и поместить его под стражу до конца жизни.
В 1441 году Людвиг VIII женился на Маргарите, дочери бранденбургского курфюрста Фридриха I. Детей у них не было, и потому после смерти Людвига VIII Баварско-Ингольштадтское герцогство было присоединено к Баварско-Ландсхутскому.